# Ленинградский фронт

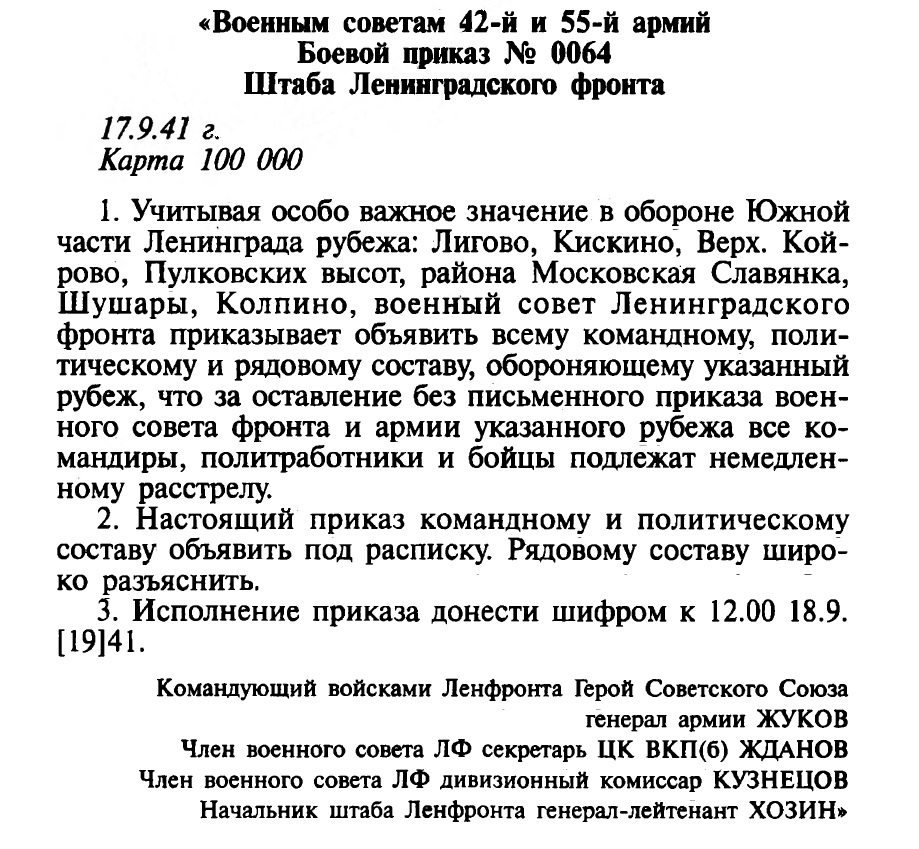
Боевой приказ штаба Ленинградского фронта, 1941 год

Ленинградский фронт — оперативно-стратегическое формирование (объединение, фронт) Красной армии (РККА) ВС СССР в годы Великой Отечественной войны.
Образован 23 августа 1941 года на основании директивы Ставки ВГК от 23 августа 1941 года путём разделения Северного фронта на Карельский и Ленинградский фронты.

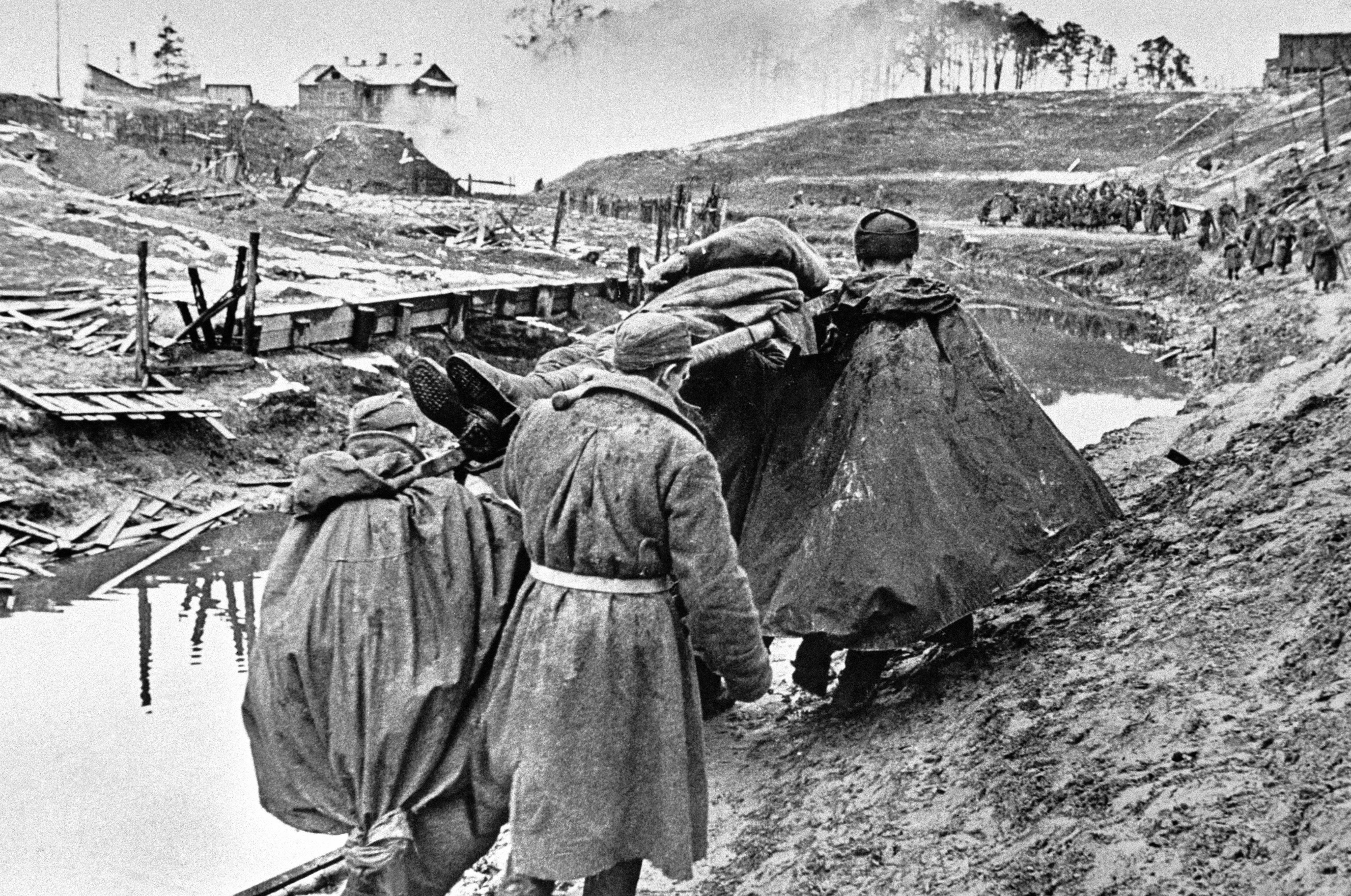
Бойцы несут раненого. Ленинградский фронт, 1 октября 1941 года

## Боевые действия

### 1941 год
К 10 июля 1941 года войска немецкой группы армий «Север» (18-я, 16-я полевые армии, 4-я танковая группа; генерал-фельдмаршал В. фон Лееб), нанеся поражение армиям советского Северо-Западного фронта, овладели г. Остров и Псковом и создали угрозу прорыва к Ленинграду (ныне Санкт-Петербург). Согласно директиве Верховного главнокомандования вермахта от 8 июля группа армий «Север» (810 тыс. человек, 5300 орудий и миномётов, 440 танков) должна была, продолжая наступление на Ленинград, разгромить войска Северо-Западного и Северного фронтов, отрезать город с востока и юго-востока от остальной территории СССР, во взаимодействии с финскими Карельской и Юго-Восточной армиями с ходу захватить Ленинград. Главный удар наносила 4-я танковая группа силами 41-го моторизованного корпуса по кратчайшему направлению через г. Луга, а 56-м моторизованным корпусом — на Порхов, Новгород с целью перерезать в районе Чудова железную дорогу Москва — Ленинград. Обеспечение правого крыла танковой группы и закрепление её успеха возлагались на 16-ю армию, а отсечение и уничтожение войск 8-й армии Северо-Западного фронта в Эстонии, захват Моонзундских островов и Таллина — на 18-ю армию. Наступление группы армий «Север» поддерживал немецкий 1-й воздушный флот (760 самолётов), а войск, сосредоточенных в Финляндии, — часть сил 5-го воздушного флота (240 самолётов) и финская авиация (307 самолётов).
Руководство Северным и Северо-Западным фронтом согласно постановлению ГКО от 10 июля осуществлял Главнокомандующий войсками Северо-Западного направления маршал Советского Союза К. Е. Ворошилов, которому с 14 июля был подчинен Краснознамённый Балтийский флот (вице-адмирал В. Ф. Трибуц). Всего Северный, Северо-Западный фронты и флот насчитывали 540 тыс. человек, 5000 орудий и миномётов, около 700 танков, 235 боевых самолётов и 19 боевых кораблей основных классов. Управление ВВС обоих фронтов, координацию действий авиации флота и 7-го авиационного корпуса ПВО было возложено на командующего ВВС Северо-Западного направления генерал-майора авиации А. А. Новикова. Для усиления защиты Ленинграда с моря и управления всеми морскими силами, дислоцировавшимися в городе, приказом наркома обороны от 5 июля было сформировано управление Морской обороны Ленинграда и Озёрного района. Противовоздушную оборону осуществлял 2-й корпус ПВО. По директиве Главного командования намечалось к 15 июля завершить строительство оборонительного рубежа (иск.) Кингисепп, Толмачёво, Огорели, Бабино, Кириши и далее по западному берегу реки Волхов, а также отсечной позиции Луга, Шимск. На строительстве оборонительных сооружений общей протяжённостью около 900 км, ежедневно работало до 500 тыс. человек. Вокруг Ленинграда система обороны включала несколько поясов. На ближних подступах к городу с юго-запада и юга строился Красногвардейский укреплённый район. Оборонительные сооружения с узлами сопротивления создавались и по линии Петергоф (Петродворец), Пулково.
10 июля войска группы армий «Север» перешли в наступление, положив начало боевым действиям на Ленинградском направлении (10 июля — 30 декабря 1941 г.). Они включали Ленинградскую стратегическую, Таллинскую и Тихвинскую оборонительные, Тихвинскую наступательную операции, оборону военно-морской базы Ханко и Моонзундских островов.
Перед фронтом стояла задача прикрыть непосредственные подступы к Ленинграду и не допустить его захвата противником. 1 сентября Ставка ВГК указала командованию Ленинградского фронта на то, что оборона подступов к Ленинграду ведется недостаточно организованно, упорно и потребовала принять более действенные меры по усилению обороны города.

1 сентября 1941 г. 06 ч. 40 мин.
Ставка считает тактику Ленинградского фронта пагубной для фронта. Ленинградский фронт занят только одним — как бы отступить и найти новые рубежи для отступления. Не пора ли кончать с героями отступления? Ставка последний раз разрешает вам отступить и требует, чтобы Ленинградский фронт набрался духу честно и стойко отстаивать дело обороны Ленинграда.
И. СТАЛИН, Б. ШАПОШНИКОВ

Под Лугой частям 41-го моторизованного корпуса упорное сопротивление оказали войска Лужской оперативной группы генерал-лейтенанта К. П. Пядышева. Это вынудило командующего 4-й танковой группой генерал-полковника Э. Гёпнера 12 июля повернуть корпус на северо-запад, чтобы прорвать оборону в нижнем течении Луги. Воспользовавшись тем, что на 250-километровом Лужском рубеже не было сплошной линии обороны, части корпуса 14—15 июля захватили плацдармы на правом берегу Луги у Ивановского и Большого Сабска, где были остановлены курсантами Ленинградского пехотного училища и 2-й стрелковой дивизией народного ополчения. На Новгородском направлении 56-й моторизованный корпус генерала пехоты Э. фон Манштейна 13 июля овладел г. Сольцы и вышел передовыми частями к Лужскому оборонительному рубежу западнее села Шимск. Однако 14 — 18 июля Северная и Южная группы 11-й армии нанесли контрудар в районе Сольцы, создав угрозу окружения 56-го моторизованного корпуса. И только недостаток сил позволил ему избежать поражения. Немецкий 1-й армейский корпус был остановлен на рубеже р. Мшага частями Новгородской армейской оперативной группы. Войска 16-й армии вышли на рубеж Старая Русса, Холм, а соединения 18-й армии — к побережью Финского залива в районе Кунда. В результате 8-я армия Северо-Западного фронта оказалась рассечённой на две части. Несмотря на понесённые потери, она до конца июля удерживала рубеж Пярну — Тарту.
Контрудар под Сольцами и упорная оборона Лужской оперативной группы вынудили Верховное командование вермахта 19 июля издать директиву № 33, которая предусматривала возобновление наступления на Ленинград только после соединения 18-й армии с 4-й танковой группой и подхода отставших войск 16-й армии. Для обеспечения правого крыла группы армий «Север» и окружения советских войск в районе Ленинграда ей во временное подчинение приказом от 23 июля передавалась 3-я танковая группа группы армий «Центр». 30 июля Верховное главнокомандование вермахта директивой № 34 потребовало от группы армий «Север» нанести главный удар между озером Ильмень и Нарвой с целью окружить Ленинград и установить связь с финскими войсками. Для поддержки войск группы армий «Север» перебрасывался 8-й авиационный корпус из группы армий «Центр».
В свою очередь, Главнокомандующий Северо-Западным направлением 28 июля принял решение нанести 3—4 августа контрудар по группировке противника, действовавшей на Новгородском направлении. В районе Луги намечалось развернуть четыре — пять стрелковых и одну танковую дивизии для удара с севера на Струги Красные, а с востока на Сольцы должны были наступать 11-я и 34-я армии. 3 августа на базе управления 50-го стрелкового корпуса было сформировано управление 42-й армии. 6 августа в состав Северо-Западного фронта вошла вновь сформированная 34-я армия. Из-за того, что сосредоточение войск затягивалось, время перехода в наступление было перенесено на 12 августа.
Противник, упредив войска Северо-Западного фронта, 8 августа нанес удары на Красногвардейском (Гатчинском), Лужском и Новгородско-Чудовском направлениях. 12 августа в наступление южнее Старой Руссы перешли войска 11-й и 34-й армий. К 15 августа соединения 34-й армии, продвинувшись на 60 км в тыл новгородской группировки противника, во взаимодействии с 11-й армией охватили правый фланг его старорусской группировки (10-й армейский корпус). Это вынудило генерал-фельдмаршала фон Лееба остановить 4-ю танковую группу и направить 3-ю моторизованную и 8-ю танковую дивизии на помощь 10-му армейскому корпусу. В результате задача по овладению Ленинградом оказалась под угрозой срыва. В этой связи по приказу Гитлера на Новгородское направление в район Чудова началась переброска 39-го моторизованного корпуса 3-й танковой группы. 16 августа противник захватил г. Кингисепп, 19 августа — Новгород, а 20 августа — Чудово, перерезав шоссе и железную дорогу Москва — Ленинград.
С целью улучшения управления войсками Ставка ВГК 23 августа разделила Северный фронт на два фронта: Карельский (14-я, 7-я армии) и Ленинградский (23-я, 8-я и 48-я армии; генерал-лейтенант M.M. Попов). Вместо генерал-майора П. П. Собенникова командующим Северо-Западным фронтом был назначен генерал-лейтенант П. А. Курочкин. На рубеже Тихвин, Малая Вишера, Валдай развёртывалась 52-я резервная армия.
Войска группы армий «Север», развивая наступление, 24 августа заняли г. Луга, а 25-го — г. Любань. 26 августа в Ленинград была направлена группа уполномоченных ГКО: В. М. Молотов, Г. М. Маленков, Н. Г. Кузнецов, А. И. Косыгин, П. Ф. Жигарев и Н. Н. Воронов. Главное командование войск Северо-Западного направления 27 августа было расформировано, а Карельский, Ленинградский и Северо-Западный фронты подчинены Ставке ВГК. 28 августа противник овладел г. Тосно, а 30 августа вышел на р. Нева, перерезав железные дороги, связывающие Ленинград со страной. И только в районе Красногвардейска в ходе ожесточенных боев удалось остановить дальнейшее продвижение врага. На Карельском перешейке 23-я армия под натиском Юго-Восточной армии к 1 сентября отошла на государственную границу 1939 года. Войска Карельской армии в сентябре прорвали оборону войск Северного фронта на петрозаводском и олонецком направлениях.
С целью усиления обороны Ленинграда по решению Ставки ВГК Слуцко-Колпинский центр Красногвардейского укрепрайона 31 августа был переформирован в самостоятельный Слуцко-Колпинский укреплённый район, создано Управление начальника артиллерии морской обороны. 1 сентября на базе управления 19-го стрелкового корпуса и оперативной группы генерал-майора И. Г. Лазарева была сформирована 55-я армия, вошедшая в состав Ленинградского фронта. 2 сентября в районе Новая Ладога, Волхов, Городище, Тихвин начала сосредоточение вновь формируемая 54-я армия маршала Советского Союза Г. И. Кулика. 5 сентября командующий Ленинградским фронтом генерал-лейтенант М. М. Попов был отстранен от должности, а вместо него назначен маршал К. Е. Ворошилов.
6 сентября Верховное главнокомандование вермахта своей директивой № 35 потребовала от группы армий «Север» совместно с финской Юго-Восточной армией окружить советские войска, действующие в районе Ленинграда, захватить Шлиссельбург (Петрокрепость) и блокировать Кронштадт. 8 сентября противник, прорвавшись через станцию Мга, овладел Шлиссельбургом и отрезал Ленинград с суши. Однако ему не удалось 9 сентября форсировать Неву и прорваться к городу с юга. В связи с ухудшением обстановки под Ленинградом 11 сентября командующим Ленинградским фронтом был назначен генерал армии Г. К. Жуков. Управление 48-й армии 12 сентября было расформировано, а её соединения переданы в состав 54-й армии. В этот же день противник вынудил соединения 42-й армии оставить Красное Село и вышел на ближние подступы к Ленинграду. 13 сентября Ставка ВГК утвердила план «мероприятий по уничтожению флота на случай вынужденного отвода из Ленинграда». Задача по деблокаде Ленинграда с востока была возложена на войска 54-й отдельной армии, которые предприняли активные действия только через несколько дней.
16 сентября противник между Стрельной и Урицком прорвался к Финскому заливу, отрезав части 8-й армии от основных сил Ленинградского фронта. Западнее города образовался Ораниенбаумский плацдарм. 17 сентября враг захватил Павловск и ворвался в центр г. Пушкин. В тот же день начался вывод 4-й танковой группы из сражения для её переброски на Московское направление. Все войска, действовавшие под Ленинградом, перешли в подчинение командующего немецкой 18-й армией. С целью остановить противника генерал армии Жуков силами 8-й армии (не менее пяти дивизий) 18 сентября нанес удар на Красное Село. Однако противник, осуществив перегруппировку, 20 сентября силами до четырёх дивизий начал ответное наступление. Он не только остановил продвижение войск 8-й армии, но и оттеснил её. С 19 по 27 сентября немецкая авиация (более 400 бомбардировщиков) провела воздушную операцию с целью уничтожить базировавшиеся в Кронштадте морские силы. В результате были потоплены лидер «Минск», сторожевой корабль «Вихрь», подводная лодка «М-74» и транспорт, затонул поврежденный эсминец «Стерегущий», получили повреждения линкор «Октябрьская революция», крейсер «Киров», три эскадренных миноносца, ряд других кораблей и судов.
В конце сентября 1941 г. обстановка под Ленинградом стабилизировалась. Активной обороной войска фронта к концу сентября 1941 г. остановили немецкие войска, наступавшие на Ленинград с юга, а финские войска — с северо-запада. С 8 сентября 1941 г. войска Ленинградского фронта вели боевые действия в крайне тяжелых условиях блокады. В дальнейшем упорной обороной, сочетавшейся с наступательными действиями, они, при содействии Волховского фронта и Балтийского флота, измотали и обескровили противника, заставили его перейти к обороне, окончательно сорвав планы гитлеровского командования по захвату Ленинграда. В ходе Ленинградской стратегической оборонительной операции был сорван план противника по захвату города с ходу. Он не смог повернуть основные силы группы армий «Север» для наступления на Москву. Её войска, потеряв около 60 тыс. человек, перешли к длительной обороне, пытаясь задушить Ленинград в тисках полной блокады. Для усиления группы армий «Север» началась переброска по воздуху 7-й парашютно-десантной дивизии, по железной дороге из Франции — 72-й пехотной дивизии, на север была повернута испанская 250-я пехотная «Голубая дивизия», направлявшаяся в состав группы армий «Центр». Потери войск Северного, Северо-Западного и Ленинградского фронтов, 52-й отдельной армии, а также Балтийского флота составили: безвозвратные — 214 078, санитарные — 130 848 человек, 1492 танка, 9885 орудий и минометов, 1702 боевых самолёта.
Большую роль в обороне Ленинграда сыграла оборона Таллина, полуострова Ханко и Моонзундских островах.
Для захвата Таллина командующий 18-й армией генерал-полковник Г. фон Кюхлер сосредоточил 4 пехотные дивизии (до 60 тыс. человек), усиленные артиллерией, танками и авиацией. Город обороняли 10-й стрелковый корпус 8-й армии, отошедший к Таллину после тяжёлых боёв, отряды морской пехоты Краснознамённого Балтийского флота, полк эстонских и латышских рабочих (всего 27 тыс. человек), поддерживаемые кораблями, береговой артиллерией и авиацией флота (85 самолётов). Руководство обороной Таллина осуществлял командующий Северным фронтом контр-адмирал А. Г. Головко. К началу августа 1941 г. не удалось полностью завершить строительство трех оборонительных рубежей на ближних подступах к городу.
5 августа войска немецкой 18-й армии вышли на дальние подступы к Таллину, а 7 августа — к побережью Финского залива восточнее города и отрезали его с суши. Несмотря на превосходство противника в силах, защитники Таллина к 10 августа остановили его продвижение. 14 августа руководство обороной города было возложено на военный совет КБФ. Противник, возобновив после перегруппировки своих сил наступление, вынудил защитников Таллина отойти на главный рубеж обороны, а затем к пригородам. Ставка ВГК, учитывая тяжёлую обстановку в связи с прорывом противника к Ленинграду, а также необходимость сосредоточения всех сил для его обороны, 26 августа приказала перебазировать флот и гарнизон Таллина в Кронштадт и Ленинград. 27 августа противник ворвался в Таллин и на следующий день овладел городом. Основные силы флота под ударами вражеской авиации и в сложной минной обстановке с 28 по 30 августа совершили переход из Таллина в Кронштадт и Ленинград. В нём участвовало более 100 кораблей и 67 транспортных и вспомогательных судов с войсками (20,5 тыс. человек) и грузами. Во время перехода погибли свыше 10 тыс. человек, затонуло 53 корабля и судна, в том числе 36 транспортов. В то же время удалось сохранить боевое ядро флота, что позволило усилить оборону Ленинграда.
Для захвата военно-морской базы Ханко финское командование сформировало ударную группу «Xанко» (около 2 дивизий), поддерживаемую береговой и полевой артиллерией, авиацией и флотом. В состав военно-морской базы Ханко входили 8-я отдельная стрелковая бригада, погранотряд, инженерно-строительные части, дивизионы и батареи береговой и зенитной артиллерии (95 орудий калибром от 37 до 305 мм), авиагруппа (20 самолётов), охрана водного района (7 катеров-охотников и 16 вспомогательных судов). Общая численность гарнизона под командованием генерал-майора (16 сентября 1941 г. генерал-лейтенанта береговой службы) С. И. Кабанова составляла 25 тыс. человек.
С 22 июня 1941 г. военно-морская база подвергалась налётам авиации противника, а с 26 июня − и артиллерийскому обстрелу. Противник, не сумев 1 июля штурмом овладеть Ханко, начал длительную осаду. Гарнизон Ханко вёл активную оборону, применяя морские десанты, которые с 5 июля по 23 октября захватили 19 островов. Однако обострение обстановки под Ленинградом и приближение ледостава вынудили советское командование с 26 октября по 5 декабря эвакуировать силами флота (6 миноносцев, 53 корабля и судна) воинские части и вооружение с полуострова Ханко. В тяжёлых условиях (оба побережья Финского залива находились в руках противника, плотные минные заграждения) было вывезено 23 тыс. человек, 26 танков, 14 самолётов, 76 орудий, около 100 минометов, 1000 т боеприпасов, 1700 т продовольствия. В ходе эвакуации погибли почти 5 тыс. человек, подорвались на минах и затонули 14 боевых кораблей и судов, 3 подводные лодки.
После захвата противником 28 августа 1941 г. Таллина гарнизон островов Моонзундского архипелага оказался в его глубоком тылу. Для их захвата командующий немецкой 18-й армией сосредоточил 61-ю, 217-ю пехотные дивизии, инженерные части, артиллерию и авиацию (всего свыше 50 тыс. человек). В переброске войск участвовало до 350 единиц десантно-высадочных средств. Действия наземных войск поддерживали с моря 3 крейсера и 6 миноносцев. Моонзундские острова обороняли 3-я отдельная стрелковая бригада 8-й армии и части береговой обороны Балтийского района (всего около 24 тыс. человек, 55 орудий калибра 100—180-мм). На островах базировались 6 торпедных катеров, 17 тральщиков и несколько мотоботов, а на аэродроме о. Сарема (Сааремаа) — 12 истребителей. Руководил обороной комендант береговой обороны Балтийского района генерал-майор А. Б. Елисеев. К началу сентября было сооружено более 260 дотов и дзотов, установлено 23,5 тыс. мин и фугасов, протянуто свыше 140 км проволочных заграждений, а на подходах к островам выставлено 180 мин.
6 сентября огнём береговых батарей была отражена попытка противника высадиться на остров Осмуссар (Осмуссаар). Однако к 11 сентября ему удалось после трёхдневных боёв овладеть островом Вормси. Защитники архипелага с 13 по 27 сентября разгромили десантные отряды врага в районах полуострова Сырве и южнее бухты Кийгусте. 14 сентября противник силами 61-й пехотной дивизии 42-го армейского корпуса при поддержке оперативной группы люфтваффе начал операцию «Беовульф». 17 сентября он овладел островом Муху. Защитники Моонзунда к 23 сентября отошли на полуостров Сырве (южная оконечность о. Сарема), а в ночь на 4 октября были эвакуированы на остров Хиума (Хийумаа). К исходу 5 октября противник полностью овладел островом Эзель, а 12 октября начал высадку в нескольких пунктах острова Хиума, где развернулись упорные бои. 18 октября командующий КБФ отдал приказ об эвакуации гарнизона на полуостров Ханко и остров Осмуссар, которая была завершена 22 октября. Потери советских войск составили более 23 тыс. человек, а противника — свыше 26 тыс. человек, более 20 кораблей и судов, 41 самолёт.
Германское командование, стремясь ускорить захват Ленинграда и высвободить силы для действий на главном — Московском направлении, планировало силами 16-й армии (39-й моторизованный и 1-й армейский корпуса) группы армий «Север» захватить Тихвин, чтобы глубоко обойти Ленинград с востока, соединиться с финскими войсками на р. Свирь и полностью блокировать город. Главный удар наносился в направлении Грузино, Будогощь, Тихвин, Лодейное Поле, а вспомогательный удар — на Малую Вишеру, Бологое.
На рубеже Липка, Вороново, Кириши и далее по восточному берегу р. Волхов (протяжённостью около 200 км) оборонялись 54-я армия Ленинградского фронта, 4-я и 52-я отдельные армии, подчинявшиеся Ставке ВГК, а также Новгородская армейская группа (НАГ) Северо-Западного фронта. Им оказывала содействие Ладожская военная флотилия. До 70 % всех сил было сосредоточено в полосе 54-й армии, которая готовилась к проведению Синявинской наступательной операции с целью прорыва блокады Ленинграда. В полосах же обороны 4-й и 52-й отдельных армий, против которых враг наносил главный удар, на 130-километровом фронте оборонялись всего 5 стрелковых и одна кавалерийская дивизии. Противник имел здесь превосходство в личном составе в 1,5 раза, а в танках и артиллерии более чем в 2 раза. Недостаток сил не дозволил войскам 54-й, 4-й и 52-й армий создать необходимую глубину обороны. Кроме того, в распоряжении командующих армиями не было резервов.
16 октября противник перешёл в наступление. Он, форсировав р. Волхов в полосе 52-й отдельной армии в районах Грузино и Селищенского Посёлка, прорвал к 20 октября оборону на её стыке с 4-й армией. 22 октября враг захватил Большую Вишеру, а 23-го — Будогощь, создав угрозу прорыва к Тихвину. Одновременно, стремясь обеспечить фланг своей тихвинской группировки с северо-запада, противник возобновил наступление на Волховском направлении на север. Для усиления 4-й армии по приказу Ставки ВГК в район Тихвина были направлены две стрелковые дивизии 54-й армии. С целью усиления обороны Тихвина и Волховской ГЭС с западного на восточный берег Ладожского озера силами Ладожской военной флотилии в штормовых условиях были переброшены две стрелковые дивизии и отдельная бригада морской пехоты, из резерва Ставки ВГК направлены три стрелковые дивизии, из резерва Северо-Западного фронта — одна стрелковая дивизия, а из 7-й отдельной армии — до двух стрелковых бригад. 26 октября командующим Ленинградским фронтом был назначен генерал-лейтенант М. С. Хозин, а командующим 54-й армией — генерал-майор И. И. Федюнинский. Командующим Ленинградским фронтом и Краснознаменным Балтийским флотом предписывалось эвакуировать войска с островов Гогланд, Лавенсари, Сейскари, Тютерс и Бьерке, используя их для удержания района Красной Горки, Ораниенбаума и Кронштадта.
Благодаря принятым мерам войска 4-й армии генерал-лейтенанта В. Ф. Яковлева 27 октября остановили наступление противника в 40 км юго-западнее Тихвина, а 52-я армия — восточнее Малой Вишеры. Но в последующем противнику удалось оттеснить части 4-й армии на направлении Грузино, Будогощь, создав угрозу не только Тихвину, но и коммуникациям 7-й отдельной и 54-й армий. Противник, отразив 1 ноября контрудар войск 4-й армии, 5 ноября возобновил наступление. Он 8 ноября захватил Тихвин, перерезав единственную железную дорогу, по которой шли грузы к Ладожскому озеру для снабжения Ленинграда. По решению И. В. Сталина 9 ноября командующим 4-й армией был назначен генерал армии К. А. Мерецков. Её войска совместно с 52-й армией нанесли контрудары по противника и к исходу 18 ноября вынудили его перейти к обороне.
В результате Тихвинской оборонительной операции советские войска сорвали замысел германского командования соединиться на р. Свирь с финскими войсками, полностью блокировать Ленинград и использовать силы группы армий «Север» для наступления в обход Москвы с севера. Противнику не удалась также прорваться к Ладожскому озеру через Войбокало. Это создало благоприятные условия для перехода советских войск в контрнаступление.
В ходе Тихвинской оборонительной операции началась подготовка контрнаступления советских войск. Войска 54-й армии Ленинградского фронта, 4-й и 52-й отдельных армий, получив усиление, превосходили противника в личном составе в 1,3 раза, в артиллерии (от 76-мм и выше) в 1,4 раза, но уступали ему в танках в 1,3 раза и ещё больше в самолётах. Цель Тихвинской наступательной операции состояла в том, чтобы силами трёх армий (54-я, 4-я и 52-я отдельные) при содействии Новгородской армейской группы Северо-Западного фронта перейти в контрнаступление на Тихвинском направлении, разгромить главную группировку противника, восстановить линию фронта по правому берегу р. Волхов и захватить плацдармы на её левом берегу. Главный удар из района Тихвина наносила 4-я армия с задачей соединиться в районе Киришей с войсками 54-й армии и в районе Грузино с войсками 52-й армии. Главные силы Новгородской армейской группы должны были наступать на Селище, поддерживая тесное взаимодействие с 52-й армией.
Войска переходили в наступление по мере их готовности, так как многие соединения и части понесли большие потери в ходе оборонительной операции. Наступление 10 ноября Новгородской армейской группы и 11 ноября войск 4-й армии успеха не имело. Отряд генерал-майора П. А. Иванова (подразделения 44-й стрелковой, 60-й танковой дивизий и стрелкового полка, запасной стрелковый полк), усиленный 191-й стрелковой дивизией и двумя танковыми батальонами, к 19 ноября подошёл на 5—6 км с востока к Тихвину, где перешёл к обороне. Войска 52-й армии генерал-лейтенанта Н. К. Клыкова, начав 12 ноября наступление, овладели 20 ноября Малой Вишерой.
После перехода к обороне советские войска начали подготовку к новому наступлению, осуществляя перегруппировку сил и средств. На правом фланге 4-й армии на базе отряда генерала П. А. Иванова была развёрнута Северная оперативная группа. Левее этой группы на юго-восточных подступах к Тихвину сосредоточилась прибывшая из резерва Ставки ВГК 65-я стрелковая дивизия. На южных подступах к городу оборону занимала Оперативная группа генерал-майора А. А. Павловича (подразделения 27-й кавалерийской и 60-й танковой дивизий), а левее её — Южная оперативная группа генерал-лейтенанта В. Ф. Яковлева (части 92-й стрелковой дивизии, подразделения 4-й гвардейской стрелковой дивизии, танковый полк 60-й танковой дивизии). В резерве командующего армией находилась одна стрелковая бригада.
Противник, воспользовавшись оперативной паузой, создал сильно укреплённую оборону в Тихвине и на его подступах. По замыслу командующего 4-й армией Северная оперативная группа и Оперативная группа генерала Павловича должны были нанести удары по сходящимся направлениям и замкнуть кольцо вокруг Тихвина. С юго-востока по городу фронтальный удар наносила 65-я стрелковая дивизия. Южной оперативной группе предстояло наступать в общем направлении на Будогощь с целью перерезать коммуникации и пути отхода противника на дальних подступах к Тихвину. Войска 54-й армии Ленинградского фронта должны были наступать вдоль р. Волхов на Кириши.
19 ноября войска 4-й армии возобновили наступление. Однако противник, опираясь на заблаговременно созданную оборону, сумел остановить их продвижение. Не имело успеха и наступление 3 декабря войск 54-й армии. 5 декабря войска 4-й армии возобновили наступление. Её Северная оперативная группа очистила от врага правый берег р. Тихвинка и вышла на шоссейную дорогу Тихвин — Волхов.
Оперативная группа генерала Павловича к исходу дня перехватила грунтовую дорогу из Тихвина на Будогощь и начала продвигаться в сторону Липной Горки. В результате создалась угроза окружения тихвинской группировки противника. Это вынудило командующего группой армий «Север» начать её отвод за р. Волхов. 9 декабря войска 4-й армии при поддержке 2-й смешанной авиационной дивизии и части сил 3-й резервной авиагруппы оперативной группы ВВС Ленинградского фронта освободили Тихвин. Однако основные силы тихвинской группировки врага сумели отойти на юго-запад, на Будогощь и на запад, в сторону Волхова. Войска 52-й армии, разгромив 16 декабря противника в Большой Вишере, стали продвигаться к р. Волхов. 17 декабря директивой Ставки ВГК был создан Волховский фронт (4-я и 52-я армии) под командованием генерала армии К. А. Мерецкова. Его войска к концу декабря вышли к р. Волхов, захватили несколько плацдармов на её левом берегу, отбросив врага на рубеж, с которого он начал наступление на Тихвин.
В полосе 54-й армии силами двух стрелковых дивизий (115-я и 198-я), прибывших из Ленинграда, 15 декабря был нанесен удар из района Рабочих посёлков № 4 и 5 во фланг и в тыл основной группировке противника, действовавшей юго-восточнее Войбокало. Это вынудило Гитлера 16 декабря разрешить командующему группой армий «Север» отвести внутренние фланги 16-й и 18-й армий на рубеж р. Волхов и линию железной дороги, проходящей от станции Волхов на северо-запад. На следующий день части 115-й и 198-й стрелковых дивизий охватили левый фланг волховской группировки врага, а соединения 4-й армии — её правый фланг. 19 декабря войска 54-й армии освободили участок Волхов — Тихвин Петербурго-Вологодской железной дороги. 21 декабря 310-я стрелковая дивизия 54-й армии соединилась в районе р. Лынка с войсками 4-й армии. К 28 декабря соединения 54-й армии отбросили врага на железную дорогу Мга — Кириши, где встретив сильное сопротивление, перешли к обороне.
Тихвинская операция была одной из первых крупных наступательных операций Красной армии в Великой Отечественной войне. Советские войска, продвинувшись на 100—120 км, освободили значительную территорию, обеспечили сквозное движение по железной дороге до станции Войбокало, нанесли тяжёлый урон 10 дивизиям противника (в том числе 2 танковым и 2 моторизованным) и вынудили его перебросить на Тихвинское направление дополнительно 5 дивизий. Потери войск 54-й армии Ленинградского фронта, 4-й и 52-й отдельных армий Волховского фронта, Новгородской армейской группы Северо-Западного фронта составили: безвозвратные — 17 924, санитарные — 30 977 человек.
В ходе боевых действий на Ленинградском направлении получило дальнейшее развитие советское военное искусство. Характерными чертами Ленинградской стратегической оборонительной операции являлись: сочетание обороны с контрударами и наступательными действиями; проведение артиллерийской и авиационной контрподготовки; ведение контрбатарейной борьбы. Однако в ходе операции были допущены серьёзные просчёты: распыление сил и средств при организации и проведении контрударов; отсутствие сильных и подвижных резервов; неумение командиров и штабов управлять войсками в сложной боевой обстановке; недостаточное внимание уделялось обеспечению флангов и стыков, а также инженерному оборудованию занимаемых позиций. Особенностями Тихвинской оборонительной операции являлись активное проведение контрударов и контратак, широкий манёвр силами и средствами на угрожаемые направления. Для Тихвинской наступательной операции характерны правильное определение времени перехода в контрнаступление и главной цели операции — разгрома наиболее сильной группировки противника, наступавшей на тихвинском направлении. В то же время в ходе наступления выявились и недостатки: неумение осуществлять энергичный манёвр для обхода и охвата опорных пунктов противника.

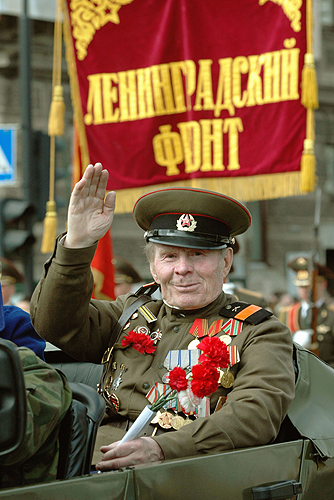
Москва, Парад Победы, 9 мая 2005 года, на заднем плане штандарт Ленинградского фронта

В боевых действиях 1941 года войска фронта понесли большие потери: 144 751 человек безвозвратные и 184 779 человек санитарные. Историк О. Сувениров подробно исследовал помесячные данные по потерям войск фронта, источники пополнений и численность войск фронта в 1941—1942 годах.

### 1942 год
В течение 1942 года войска фронта провели несколько фронтовых и частных наступательных операций, в том числе операцию по выводу из окружения 2-й ударной армии и Усть-Тосненскую операцию.
23 апреля 1942 года был расформирован Волховский фронт, который был преобразован в «Волховскую группу войск» («Группа войск Волховского направления») Ленинградского фронта. 8 июня 1942 года Волховский фронт был образован вновь.

### 1943 год
В январе 1943 г. войска Ленинградского и Волховского фронтов провели операцию по прорыву блокады Ленинграда южнее Шлиссельбурга (Петрокрепость). Сухопутная связь города со страной была восстановлена.

### 1944 год
В январе-феврале 1944 г. Ленинградский фронт во взаимодействии с Волховским, 2-м Прибалтийским фронтами и Балтийским флотом разгромили группу немецких армий «Север» под Ленинградом и Новгородом, окончательно освободили от вражеской блокады Ленинград, освободили Ленинградскую и часть Калининской области, вступили на территорию Эстонии.
15 февраля 1944 года Волховский фронт был окончательно расформирован. Ленинградскому фронту из него были переданы 54-я, 59-я и 8-я армии. 24 апреля 1944 года из части войск левого крыла Ленинградского фронта был создан 3-й Прибалтийский фронт.
В июне 1944 года Ленинградский фронт своим правым крылом, при активном участии Балтийского флота, Ладожской и Онежской военных флотилий успешно осуществил Выборгскую операцию, в результате которой вместе с Карельским фронтом создал условия для вывода Финляндии из войны на стороне Германии. В сентябре-ноябре 1944 года фронт частью сил участвовал в Прибалтийской стратегической операции, наступая на тарту-таллинском и нарвско-таллинском направлениях. Освободив континентальную часть Эстонии, войска Ленинградского фронта во взаимодействии с Балтийским флотом в период с 27 сентября по 24 ноября очистили от противника острова Моонзундского архипелага. На этом наступательные действия Ленинградского фронта завершились. Его войска занимали позиции на советско-финской границе и побережье Балтийского моря от Ленинграда до Риги.

### 1945 год
1 апреля 1945 года в состав Ленинградского фронта передана часть войск расформированного 2-го Прибалтийского фронта (в том числе 6-я гвардейская армия, 10-я гвардейская армия, 15-я воздушная армия), создана Курляндская группа войск, на которую возложена задача по продолжению блокады и ликвидации курляндской группировки войск противника.
В связи с безоговорочной капитуляцией Германии Ленинградский фронт принял капитуляцию этой группировки.
- Другие части фронта:
  - 26-й отдельный Краснознаменный[5] полк связи[6]

24 июля 1945 года на основании Приказа НКО СССР от 9 июля 1945 года Ленинградский фронт преобразован в Ленинградский военный округ.

## Состав

### 1 августа 1941 года
| - 7-я армия: генерал-лейтенант Ф. Д. Гореленко - 54-я стрелковая дивизия: генерал-майор И. В. Панин - 81-й стрелковый полк - 118-й стрелковый полк - 337-й стрелковый полк - 86-й лёгкий артиллерийский полк - 491-й гаубичный полк - 71-я стрелковая дивизия: полковник В. Н. Федоров - 52-й стрелковый полк - 126-й стрелковый полк - 367-й стрелковый полк - 230-й лёгкий артиллерийский полк - 237-й гаубичный полк - 133-й противотанковый дивизион - 128-й сапёрный батальон - 3-я Ленинградская стрелковая дивизия народного ополчения (Фрунзенского района): полковник В. Г. Нетребо - Прочее: - 3-я морская стрелковая бригада - 9-й мотострелковый полк - 24-й мотострелковый полк - 452-й мотострелковый полк - 108-й артиллерийский полк большой мощности - 47-я отдельная миномётная бригада - Петрозаводский бригадный район ПВО - 2-й танковый полк - 7-й мотоциклетный полк - 55-я смешанная авиационная дивизия: полковник В. М. Филин - 18-й отдельный инженерно-сапёрный батальон - 8-я армия: генерал-майор И. М. Любовстев - 10-й стрелковый корпус: генерал-майор И. Ф. Николаев - 10-я стрелковая дивизия: генерал-майор И. И. Фадеев - 62-й стрелковый полк - 98-й стрелковый полк - 204-й стрелковый полк - 30-й лёгкий артиллерийский полк - 140-й гаубичный полк - 94-й сапёрный батальон - 168-й зенитный батальон - 11-я стрелковая дивизия: генерал-майор Н. А. Соколов - 163-й стрелковый полк - 219-й стрелковый полк - 320-й стрелковый полк - 72-й лёгкий артиллерийский полк - 26-й сапёрный батальон - 11-й стрелковый корпус: генерал-майор М. С. Шумилов - 16-я стрелковая дивизия: полковник Н. Г. Сутурин - 156-й стрелковый полк - 167-й стрелковый полк - 249-й стрелковый полк - 224-й лёгкий артиллерийский полк - 18-й разведывательный батальон - 48-я стрелковая дивизия: подполковник И. Д. Романцев - 268-й стрелковый полк - 301-й стрелковый полк - 328-й стрелковый полк - 10-й лёгкий артиллерийский полк - 14-й гаубичный полк - 127-й противотанковый дивизион - 125-я стрелковая дивизия: генерал-майор М. А. Еньшин - 466-й стрелковый полк - 657-й стрелковый полк - 749-й стрелковый полк - 414-й лёгкий артиллерийский полк - 459-й гаубичный полк - Разведывательный батальон - 118-я стрелковая дивизия: генерал-майор Н. М. Глобацкий - 398-й стрелковый полк - 463-й стрелковый полк - 527-й стрелковый полк - 604-й лёгкий артиллерийский полк - 268-я стрелковая дивизия: генерал-майор М. А. Еншин - 942-й стрелковый полк - 947-й стрелковый полк - 952-й стрелковый полк - 799-й артиллерийский полк - 22-я мотострелковая дивизия внутренних войск НКВД: полковник Буньков - 1-й мотострелковый полк внутренних войск НКВД - 3-й мотострелковый полк внутренних войск НКВД - 5-й мотострелковый полк внутренних войск НКВД - Прочие: - 47-й корпусной артиллерийский полк - 51-й корпусной артиллерийский полк - 73-й корпусной артиллерийский полк - 39-й отдельный зенитный батальон - 103-й отдельный зенитный дивизион - 29-й отдельный сапёрный батальон - 80-й отдельный сапёрный батальон | - 14-я армия: генерал-лейтенант В. А. Фролов - 42-й стрелковый корпус: генерал-майор Г. И. Панин - 104-я стрелковая дивизия: генерал-майор С. И. Морозов - 217-й стрелковый полк - 242-й стрелковый полк - 273-й стрелковый полк - 290-й лёгкий артиллерийский полк - 502-й гаубичный полк - 161-й противотанковый дивизион - 163-й разведывательный батальон - 276-й сапёрный батальон - 208-й зенитный батальон - 352-й медицинский батальон - 234-я рота связи - 61-я (моторизованная) рота снабжения - 122-я стрелковая дивизия: генерал-майор П. С. Шевченко - 420-й стрелковый полк - 596-й стрелковый полк - 715-й стрелковый полк - 285-й лёгкий артиллерийский полк - 369-й гаубичный полк - 208-й противотанковый дивизион - 223-й сапёрный батальон - 156-й батальон связи - 153-й разведывательный батальон - 193-я автотранспортная рота - 172-й медицинский батальон - 14-я стрелковая дивизия: генерал-майор Н. Н. Никишин - 95-й стрелковый полк - 135-й стрелковый полк - 325-й стрелковый полк - 143-й лёгкий артиллерийский полк - 241-й гаубичный полк - 149-й противотанковый дивизион - 35-й разведывательный батальон - 289-й сапёрный батальон - 31-й сапёрный батальон - 278-й батальон связи - 52-я стрелковая дивизия: полковник Г. А. Вещезерский - 58-й стрелковый полк - 112-й стрелковый полк - 205-й стрелковый полк - 158-й лёгкий артиллерийский полк - 208-й гаубичный полк - 62-й разведывательный батальон - 314-й зенитный батальон - 54-й сапёрный батальон - Прочее: - 23-й укреплённый район - 1-й мотострелковый полк (1-я танковая дивизия) - 104-й гаубичный артиллерийский полк (РГК) - 208-й отдельный зенитно-артиллерийский батальон - Мурманский бригадный район ПВО - Отдельный танковый батальон - 1-я смешанная авиационная дивизия: полковник М. М. Головня - 31-й отдельный сапёрный батальон - 23-я армия: генерал-лейтенант П. С. Пшенников - 19-й стрелковый корпус: генерал-лейтенант М. Н. Герасимов - 115-я стрелковая дивизия: генерал-майор В. Ф. Коньков - 576-й стрелковый полк - 638-й стрелковый полк - 708-й стрелковый полк - 313-й лёгкий артиллерийский полк - 371-й гаубичный полк - 142-я стрелковая дивизия: генерал-майор С. П. Микульский - 461-й стрелковый полк - 588-й стрелковый полк - 701-й стрелковый полк - 334-й лёгкий артиллерийский полк - 172-й разведывательный батальон - 168-я стрелковая дивизия: полковник А. Л. Бондарев - 260-й стрелковый полк - 402-й стрелковый полк - 462-й стрелковый полк - 453-й лёгкий артиллерийский полк - 412-й гаубичный полк - 60-й противотанковый дивизион - 187-й разведывательный батальон - 43-я стрелковая дивизия: генерал-майор В. В. Кирпичников - 65-й стрелковый полк - 147-й стрелковый полк - 708-й стрелковый полк - 162-й лёгкий артиллерийский полк - 123-я стрелковая дивизия: полковник Е. Е. Цуканов - 245-й стрелковый полк - 255-й стрелковый полк - 272-й стрелковый полк - 275-й лёгкий артиллерийский полк - 323-й гаубичный полк - 198-я моторизованная дивизия: генерал-майор В. В. Крюков - 506-й стрелковый полк - 1027-й стрелковый полк - 1029-й стрелковый полк - 704-й артиллерийский полк - Прочие: - 367-й стрелковый полк (71-я стрелковая дивизия) - 27-й укреплённый район - 28-й укреплённый район - 24-й корпусной артиллерийский полк - 28-й корпусной артиллерийский полк - 101-й гаубичный артиллерийский полк (РГК) - 577-й гаубичный артиллерийский полк (РГК) - 20-й отдельный миномётный батальон - 27-й отдельный зенитно-артиллерийский батальон - 341-й отдельный зенитно-артиллерийский батальон - 485-й отдельный зенитно-артиллерийский батальон - 5-я смешанная авиационная дивизия - 53-й отдельный инженерно-сапёрный батальон - 54-й отдельный инженерно-сапёрный батальон - 40-й понтонно-мостовой батальон - 41-й понтонно-мостовой батальон - 234-й отдельный сапёрный батальон |

| - Лужская оперативная группа: генерал-лейтенант К. П. Пядышев - 41-й стрелковый корпус: генерал-майор И. С. Кособуцкий - 111-я стрелковая дивизия: полковник С. В. Рогинский - 399-й стрелковый полк - 468-й стрелковый полк - 532-й стрелковый полк - 286-й лёгкий артиллерийский полк - 177-я стрелковая дивизия: полковник А. Ф. Машошин - 240-й стрелковый полк - 269-й стрелковый полк - 275-й стрелковый полк - 322-й лёгкий артиллерийский полк - 707-й гаубичный полк - 222-й противотанковый дивизион - 321-й зенитный батальон - Танковый батальон (с танками БТ и Т-26) - 235-я стрелковая дивизия: генерал-майор Т. В. Лебедев - 732-й стрелковый полк - 801-й стрелковый полк - 806-й стрелковый полк - 682-й артиллерийский полк - 24-я танковая дивизия: полковник М. И. Чесноков - 47-й танковый полк: 1-я, 2-я, 3-я, 4-я танковые батальоны (лёгкие танки) - 48-й танковый полк: 1-я, 2-я, 3-я, 4-я танковые батальоны (лёгкие танки) - 24-й мотострелковый полк: 1-й, 2-й, 3-й мсб - 24-й моторизованный гаубичный полк: 1 лёгкий, 1 средний дивизионы - 24-й разведывательный батальон - 24-й моторизованный понтонный батальон - 24-й зенитный батальон - Прочие: - 1-й стрелковый полк (3-я дивизия народного ополчения) - 260-й отдельный пулемётно-артиллерийский батальон - 262-й отдельный пулемётно-артиллерийский батальон - 541-й гаубичный артиллерийский полк (РГК) - Ладожский бригадный район ПВО - 259-й отдельный сапёрный батальон | - Кингисеппский сектор обороны: генерал-майор В. В. Семашко - 90-я стрелковая дивизия: полковник И. И. Пленкин - 19-й стрелковый полк - 173-й стрелковый полк - 286-й стрелковый полк - 96-й лёгкий артиллерийский полк - 149-й гаубичный полк - 206-й зенитный батальон - 66-й противотанковый дивизион - 17-й сапёрный батальон - 54-й танковый батальон - 69-й батальон связи - 191-я стрелковая дивизия: полковник Д. К. Лукьянов - 522-й стрелковый полк - 546-й стрелковый полк - 559-й стрелковый полк - 488-й лёгкий артиллерийский полк - 504-й гаубичный полк - 235-й разведывательный батальон - 2-я Ленинградская стрелковая дивизия народного ополчения (Московского района): генерал-майор И. М. Любовцев - 4-я Ленинградская стрелковая дивизия народного ополчения (Дзержинского района): полковник В. А. Ланский - 1-я танковая дивизия: генерал-майор В. И. Баранов - 1-й танковый полк: - 1-й, 2-й, 3-й танковые батальоны (танки БТ-7 и Т-28), - 4-й танковый батальон: лёгкие танки - 2-й танковый полк: 1-й танковый батальон (КВ, Т-34, старые танки) - 2-я, 3-я танковые батальоны (танки БТ-7 и Т-28) - 4-й танковый батальон — лёгкие танки - 1-й мотострелковый полк (отдельный) - 1-й моторизованный гаубичный полк - 1-й разведывательный батальон - 1-й моторизованный понтонный батальон - 1-й моторизованный зенитный батальон - Прочее: - Ленинградское Кировское пехотное училище - 21-й укрепрайон - 60-й отдельный бронепоезд |

| - Фронтовое подчинение: - 265-я стрелковая дивизия: майор И. С. Прытков - 450-й стрелковый полк - 941-й стрелковый полк - 951-й стрелковый полк - 798-й артиллерийский полк - 224-й противотанковый дивизион - 272-я стрелковая дивизия: полковник М. И. Потапов - 1061-й стрелковый полк - 1063-й стрелковый полк - 1065-й стрелковый полк - 815-й артиллерийский полк - 281-я стрелковая дивизия: полковник С. А. Шерстов - 1062-й стрелковый полк - 1064-й стрелковый полк - 1066-й стрелковый полк - 816-й артиллерийский полк - 1-я гвардейская стрелковая дивизия народного ополчения (Володарского района): полковник И. М. Фролов - 2-я гвардейская стрелковая дивизия народного ополчения (Свердловского района): полковник Г. И. Шолев - 3-я гвардейская стрелковая дивизия народного ополчения (Петроградского района): полковник В. П. Котельников - 4-я гвардейская Ленинградская стрелковая дивизия народного ополчения: полковник Г. Л. Сонников - Прочее: - 8-я стрелковая бригада - 22-й Карельский укреплённый район - 29-й укреплённый район - Красногвардейский укреплённый район - Свирский бригадный район ПВО - Выборгский бригадный район ПВО | - Военно-воздушные силы: - 2-й корпус ПВО: генерал-майор М. М. Процветкин - 7-й истребительный авиационный корпус ПВО: полковник С. П. Данилов - 39-я истребительная авиационная дивизия: подполковник Б. И. Ливинов - 2-я бомбардировочная авиационная дивизия - 41-я бомбардировочная авиационная дивизия: полковник С. И. Нечипоренко - 1-я смешанная авиационная бригада |

### 23 августа 1941 года
ПРИКАЗ
командующего войсками Ленинградского фронта № 02. 24 августа 1941 г.
1. Директивой Ставки Верховного Главнокомандования № 001199 от 23 августа 1941 г. в целях удобства управления Северный фронт разделён на два фронта: Карельский фронт и Ленинградский фронт, с подчинением Карельского фронта Ставке Верховного Главнокомандования.
2. Ленинградский фронт остается в составе: 23-й, 8-й и 48-й армий, Красногвардейского УР, Копорской и Южной оперативных групп и всех частей и учреждений в границах Ленинградского фронта.
3. Разгранлиния между Карельским и Ленинградским фронтами установлена по линии: Воскресенское, Радогща, Ерёмина Гора, Свирица, Сортавала, Варкаус, все пункты для Карельского фронта включительно. Штаб Карельского фронта — Беломорск (Сорока).
Командующий войсками Ленинградского фронта
генерал-лейтенант ПОПОВ
Член Военного совета фронта
корпусной комиссар КЛЕМЕНТЬЕВ
Начальник штаба фронта
полковник ГОРОДЕЦКИЙ
ЦАМО России. Ф. 217. Оп. 1221. Д. 5. Л. 2.
В состав фронта вошли 8, 23 и 48-я армии, Копорская, Южная и Слуцко-Колпинская оперативные группы.

### 30 августа 1941 года
В оперативное подчинение фронту передан Балтийский флот. 25 ноября 1942 г. из частей ВВС фронта сформирована 13-я воздушная армия.
В последующем в Ленинградский фронт входили: 4, 52, 55, 59, 42, 54, 67, 20, 21, 22 и 51-я, 1, 2 и 4-я ударные, 6-я и 10-я гвардейские, 3, 13 и 15-я воздушные армии, Невская и Приморская группы войск.

### Штрафные подразделения фронтового подчинения
- Отдельный штрафной батальон Ленинградского фронта сформирован 29.07.1942 года, 08.10.1942 года переформирован в 28 отдельную штрафную роту 42 армии, 09.05.1943 года переформирована в 28 отдельный штрафной батальон Ленинградского фронта, 42 армии, 04.07.1943 года переименован в 14 отдельный штрафной батальон, 18.04.1944 года перешёл в подчинение 3-му Прибалтийскому фронту[8].

## Потери
За почти четыре года ведения боевых действий потери войск Ленинградского фронта составили 467 525 человек безвозвратных потерь и 1 287 373 человека санитарных потерь.

## Командование

### Командующие
- Генерал-лейтенант Попов М. М. (27 августа — 5 сентября 1941),
- Маршал Советского Союза Ворошилов К. Е. (5 — 14 сентября 1941),
- Генерал армии Жуков Г. К. (14 сентября — 10 октября 1941),
- Генерал-майор Федюнинский И. И. (10 — 26 октября 1941),
- Генерал-лейтенант Хозин М. С. (27 октября 1941 — 9 июня 1942),
- Генерал-лейтенант артиллерии, с 15 января 1943 генерал-полковник, с 17 ноября 1943 генерал армии, с 18 июня 1944 маршал Советского Союза Говоров Л. А. (10 июня 1942 — 24 июля 1945).

### Члены Военного совета
- Корпусной комиссар Клементьев Н. Н. (27 августа — 4 сентября 1941),
- Генерал-лейтенант, с 18 июня 1944 года генерал-полковник Жданов А. А. (5 сентября 1941 — 24 июля 1945),
- Дивизионный комиссар, с 6 декабря 1942 генерал-майор, с 25 августа 1943 генерал-лейтенант Кузнецов А. А. (5 сентября 1941 — 8 декабря 1942, 13 марта 1943 — 24 июля 1945),
- Генерал-майор Соловьев Н. В. (1 декабря 1941 — 15 сентября 1944),
- Бригадный комиссар Тюркин П. А. (26 апреля — 26 июня 1942),
- Бригадный комиссар, с 6 декабря 1942 генерал-майор, генерал-лейтенант, генерал- полковник Штыков Т. Ф. (27 июня 1942 — 24 июля 1945).

### Начальники штаба
- Полковник Городецкий Н. В. (27 августа — 4 сентября 1941, 6 — 12 сентября 1941);
- Генерал-лейтенант, генерал-полковник Попов М. М. (5 — 6 сентябрь 1941, 28 апреля 1944 года — 22 марта 1945, 1 апреля — 24 июля 1945),
- Генерал-лейтенант Хозин М. С. (12 сентября — 9 октября 1941),
- Генерал-майор, с 3 мая 1942 г. генерал-лейтенант Гусев Д. Н. (9 октября 1941 — 28 апреля 1944),
- Генерал-лейтенант Гвоздков А. В, (врид, 23 — 31 марта 1945).

#### Начальники политического управления
- Бригадный комиссар Тюркин П. А. (27 августа 1941 — 25 апреля 1942),
- Дивизионный комиссар Шишкин И. В. (12 — 19 мая 1942),
- Бригадный комиссар, с 6 декабря 1942 генерал-майор Кулик К. П. (19 мая 1942 — 27 июля 1943),
- Генерал-майор, с 22 июня 1944 генерал-лейтенант Холостов Д. И. (27 июля 1943 — 24 июля 1945).

#### Командующие бронетанковыми и механизированными войсками фронта
- Полковник Дементьев А. И. (27 августа 1941 — 5 января 1942),
- Генерал-майор танковых войск Болотников Н. А. (4 марта — 9 июня 1942),
- Генерал-майор танковых войск, с 15 декабря 1943 — генерал-лейтенант танковых войск Баранов В. И. (9 июня 1942 — апрель 1945),
- Генерал-майор танковых войск Хасин А. М. (апрель — май 1945),
- Генерал-майор танковых войск Семенченко К. А. (май — 24 июля 1945).

#### Начальники артиллерии фронта
- Генерал-майор артиллерии Свиридов В. П. (27 августа — 17 ноября 1941),
- Генерал-лейтенант артиллерии Бессчастнов Т. А. (ноябрь 1941 — май 1942),
- Генерал-майор артиллерии, с 7 июня 1943 генерал-лейтенант артиллерии, с 22 июня 1944 генерал-полковник артиллерии Одинцов Г.Ф. (май 1942 — 24 июля 1945)[10].

#### Начальник военных сообщений фронта
- Полковник Виноградов, Алексей Васильевич (1901—1969)[11].

## Газета
Выходила фронтовая газета «На страже Родины» (бывшая газета Ленинградского военного округа). Редакторы: генерал-майор Фомиченко, Илларион Яковлевич (1900—1988), с 1942 по 1949 годы — подполковник Гордон, Максим Ильич (1907—?)